# سنط أسود الخشب

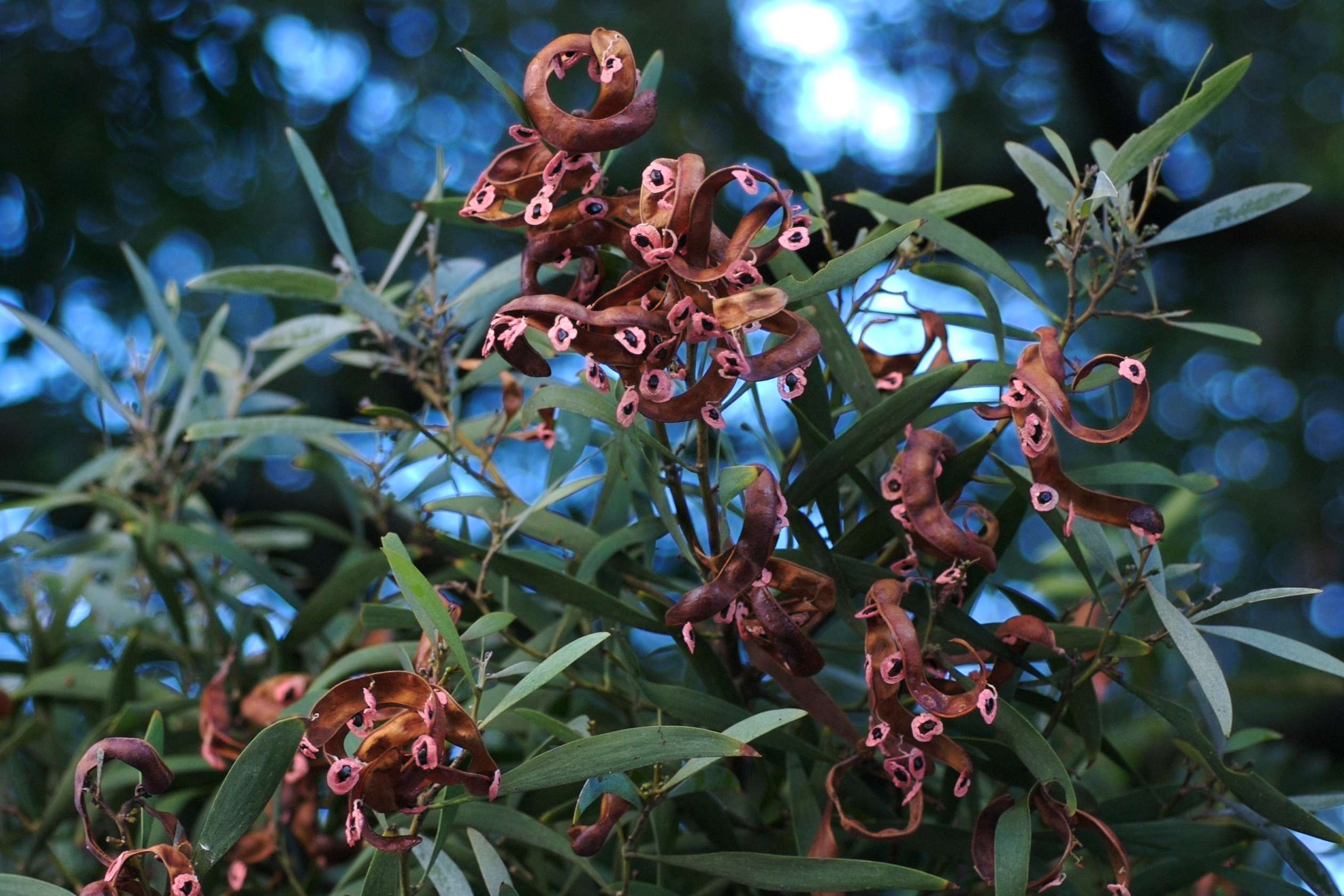

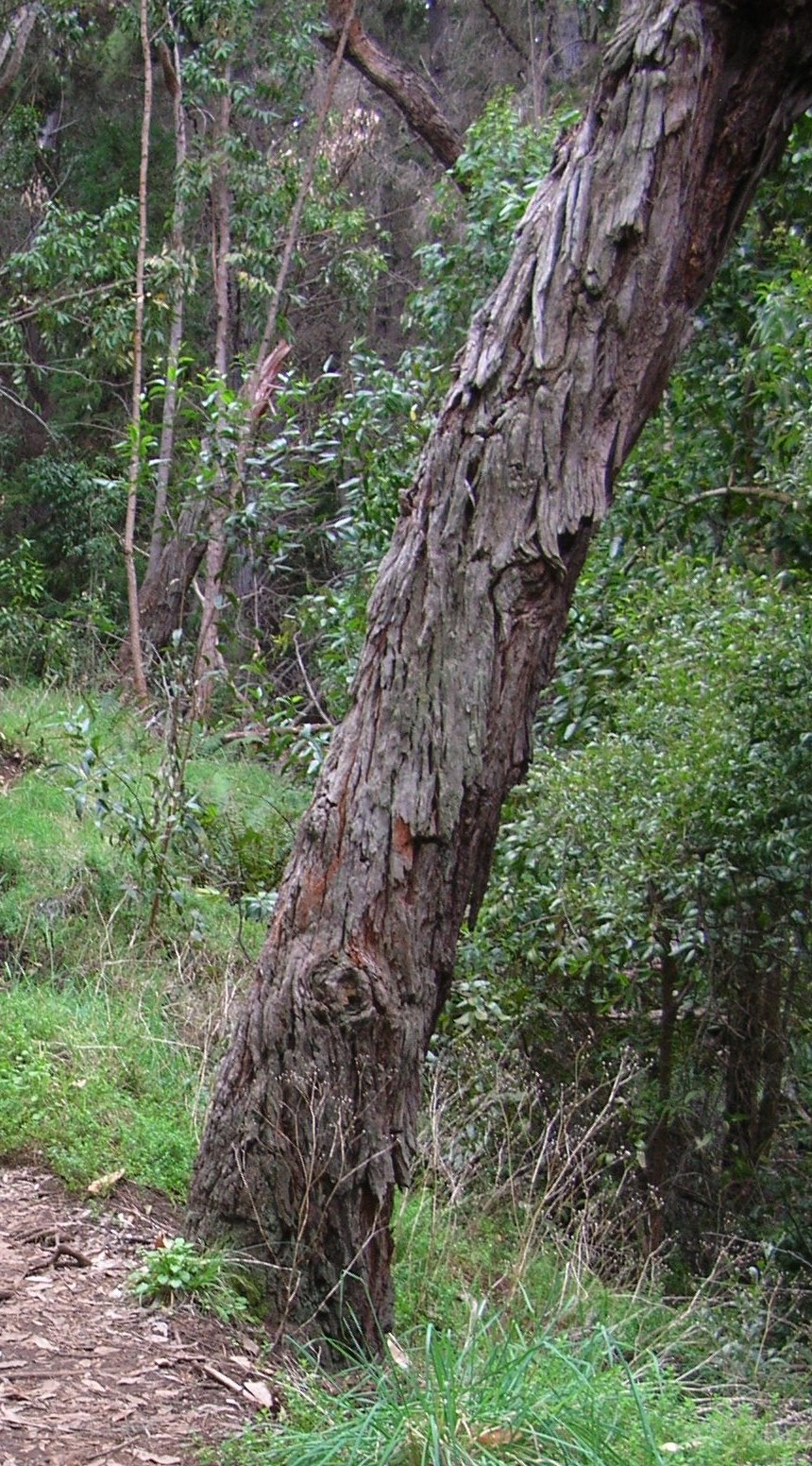
لحاء

السَّنْط أسود الخشب شجرة من جنس السنط أكثر أنواع الأشجار انتشارًا في شرق أستراليا. يُعرف هذا النوع أيضًا باسم خشب البلاكوود، أو القار، أو المودجرابا، أو خشب البلاكوود التسماني، أو أكاسيا البلاكوود. تنتمي هذه الشجرة إلى قسم بلورينيرفس من الأكاسيا، وتتميز بتنوع كبير، لا سيما في حجم وشكل أوراقها.